# Parsonsia densivestita
Parsonsia densivestita là một loài thực vật có hoa trong họ La bố ma. Loài này được C.T.White mô tả khoa học đầu tiên năm 1933.